# Fast & Furious Crossroads
Fast & Furious Crossroads es un videojuego de carreras basado en la franquicia cinematográfica Fast & Furious. Está desarrollado por Slightly Mad Studios, un estudio subsidiario del desarrollador británico de videojuegos Codemasters, y publicado por Bandai Namco Entertainment. El juego estaba programado para lanzarse en Microsoft Windows, PlayStation 4 y Xbox One en mayo de 2020, pero se retrasó hasta el 7 de agosto de 2020 como resultado de la pandemia de COVID-19 tras el aplazamiento de la película Fast & Furious 9.

## Jugabilidad
Fast & Furious Crossroads está ambientado en ubicaciones y características globales personajes principales de la franquicia de películas Fast & Furious. El juego ofrece una nueva historia auténtica y una acción de estilo cinematográfico sin parar, que incluye muchos artilugios y autos deportivos. Además del modo un jugador, que se centra en la historia, también estará disponible en el juego un modo multijugador.

## Desarrollo y lanzamiento
Fast & Furious Crossroads es un videojuego de carreras adaptado de la serie de películas Fast & Furious. Está desarrollado por Slightly Mad Studios, que es conocido por la serie Project CARS, y publicado por Bandai Namco Entertainment. El juego se anunció durante The Game Awards 2019,
y se lanzará en mayo de 2020 para Microsoft Windows, PlayStation 4 y Xbox One después de Fast & Furious 9 llegara a los cines. Sin embargo, la pandemia de COVID-19 obligó a posponer ambas obras. El 27 de mayo de 2020, se anunció que el juego se lanzará el 7 de agosto de 2020.

## Recepción
Fast & Furious Crossroads recibió críticas "generalmente desfavorables" en todas las plataformas, según el agregador de reseñas Metacritic.
IGN le dio al juego un 4 sobre 10, llamándolo "corto, superficial y sorprendentemente simple, y es nada menos que una gran decepción en prácticamente todos los departamentos".
Dándole a Fast & Furious Crossroads un 2 sobre 10, Metro GameCentral declaró que era "lo peor que le ha pasado a Fast & Furious desde el muerte de Paul Walker" y "otro juego de 'Fast & Furious' profundamente decepcionante que es aún más perturbador debido al obvio talento que desperdicia en términos de desarrollador y elenco".